# Bleptina muricolor
Bleptina muricolor là một loài bướm đêm trong họ Noctuidae.